# A Fülöp-szigetek a 2023. évi téli universiadén
A Fülöp-szigetek az Amerikai Egyesült Államokbeli Lake Placidban megrendezett 2023. évi téli universiade egyik részt vevő nemzete volt.

## Alpesisí
Versenyző adatai:
| Név                           | Kor (2023. január 12. szerint) | Felsőoktatási tanintézet                          |
| Brandon Leitner               | 2002. december 31. (20 évesen) | Colby-Sawyer College New London, Egyesült Államok |
| Theodore Jacob Acuna-Sunshine | 2004. április 8. (18 évesen)   | Harvard Egyetem Cambridge, Egyesült Államok       |

Férfi
| Versenyző                     | Versenyszám      | 1. futam      | 1. futam      | 2. futam | 2. futam | Összesítés | Összesítés |
| Versenyző                     | Versenyszám      | Idő           | Hely.         | Idő      | Hely.    | Idő        | Helyezés   |
| ----------------------------- | ---------------- | ------------- | ------------- | -------- | -------- | ---------- | ---------- |
| Brandon Leitner               | Műlesiklás       | nem ért célba | nem ért célba | kiesett  | kiesett  | kiesett    | kiesett    |
| Brandon Leitner               | Óriás-műlesiklás | nem ért célba | nem ért célba | kiesett  | kiesett  | kiesett    | kiesett    |
| Theodore Jacob Acuna-Sunshine | Műlesiklás       | nem ért célba | nem ért célba | kiesett  | kiesett  | kiesett    | kiesett    |
| Theodore Jacob Acuna-Sunshine | Óriás-műlesiklás | 1:21,59       | 67.           | 1:22,95  | 44.      | 2:44,54    | 44.        |

## Műkorcsolya
Versenyző adatai:
| Név                   | Kor (2023. január 12. szerint)  | Születési hely | Felsőoktatási tanintézet                   |
| Mikayla Shalom Fabian | 1998. augusztus 10. (24 évesen) | –              | Miriam College Quezon City, Fülöp-szigetek |

| Versenyző             | Versenyszám | Rövidprogram | Rövidprogram | Szabadprogram | Szabadprogram | Összesítés | Összesítés |
| Versenyző             | Versenyszám | Pont         | Hely.        | Pont          | Hely.         | Pont       | Helyezés   |
| --------------------- | ----------- | ------------ | ------------ | ------------- | ------------- | ---------- | ---------- |
| Mikayla Shalom Fabian | Női egyéni  | 15,80        | 34.          | kiesett       | kiesett       | kiesett    | 34.        |

## Rövidpályás gyorskorcsolya
Versenyző adatai:
| Név                  | Kor (2023. január 12. szerint) | Születési hely | Egyesület                           | Felsőoktatási tanintézet                                           |
| Julian Kyle Macaraeg | 2003. április 15. (19 évesen)  | New York       | Flushing Meadows Speed Skating Club | University of California Los Angeles Los Angeles, Egyesült Államok |

Férfi
| Versenyző            | Versenyszám | Selejtező | Selejtező | Előfutam | Előfutam | Negyeddöntő | Negyeddöntő | Elődöntő | Elődöntő | B döntő | B döntő | Döntő   | Döntő   | Helyezés |
| Versenyző            | Versenyszám | Idő       | Hely.     | Idő      | Hely.    | Idő         | Hely.       | Idő      | Hely.    | Idő     | Hely.   | Idő     | Hely.   | Helyezés |
| -------------------- | ----------- | --------- | --------- | -------- | -------- | ----------- | ----------- | -------- | -------- | ------- | ------- | ------- | ------- | -------- |
| Julian Kyle Macaraeg | 500 m       | 42,920    | 3.        | 57,456   | 5.       | kiesett     | kiesett     | kiesett  | kiesett  | kiesett | kiesett | kiesett | kiesett | 28.      |
| Julian Kyle Macaraeg | 1000 m      | 1:57,557  | 5.        | kiesett  | kiesett  | kiesett     | kiesett     | kiesett  | kiesett  | kiesett | kiesett | kiesett | kiesett | 45.      |